# Melanie Joy
Melanie Joy (2 settembre 1966) è una psicologa e scrittrice statunitense, nota soprattutto per aver coniato e promulgato il termine carnismo.  È la presidente fondatrice del gruppo di difesa senza scopo di lucro Beyond Carnism, precedentemente noto come Carnism Awareness & Action Network (CAAN). Ex professore di psicologia e sociologia presso l'Università del Massachusetts a Boston, ha pubblicato i libri Strategic Action for Animals, Why We Love Dogs, Eat Pigs, and Wear Cows e Beyond Beliefs.

## Biografia
Joy ha ricevuto il suo M.Ed. dalla Harvard Graduate School of Education e il dottorato di ricerca in psicologia presso la Saybrook Graduate School. All'età di 23 anni, mentre era studentessa ad Harvard, contrasse una malattia di origine alimentare a causa di un hamburger contaminato e fu ricoverata in ospedale, cosa che la portò a diventare vegetariana.  In un discorso effettuato dal ministro indiano Maneka Gandhi, Joy ha ricordato come la sua scelta dietetica, fatta per ragioni non morali, abbia trasformato la sua prospettiva sul trattamento degli animali:
Successivamente, Joy fece una transizione graduale al veganismo. In un’intervista del 2013, ha spiegato che la sua ricerca di dottorato si era inizialmente concentrata sulla psicosociologia della violenza e della discriminazione, ma in seguito si è spostata su questioni relative alla psicologia del consumo di carne. Percependo un modello di pensiero irrazionale e incoerente tra i soggetti intervistati, è stata portata a teorizzare che gli atteggiamenti nei confronti della carne riflettessero pregiudizi acquisiti. Questa idea divenne la base per gran parte del suo lavoro successivo.

## Teoria del Carnismo
Joy ha introdotto il termine carnismo in un articolo del 2001 pubblicato su Satya, ricevendo inizialmente poca attenzione. Il concetto è stato rivisitato nel suo libro del 2009 Why We Love Dogs, Eat Pigs, and Wear Cows.  Le sue idee influenzarono gli studi successivi su quello che divenne noto come il "paradosso della carne" - l'apparente incoerenza negli atteggiamenti comuni nei confronti degli animali, in cui le persone possono esprimere affetto verso alcuni animali mentre ne mangiano altri - e la dissonanza cognitiva che comporta. Numerosi psicologi sostengono le convinzioni di Joy riguardo all'influenza del consumo di carne sull'atteggiamento verso gli animali.

## Attivismo
Joy ha fondato Carnism Awareness & Action Network (CAAN), in seguito ribattezzato Beyond Carnism, nel 2010. Secondo una recensione di Animal Charity Evaluators, l'organizzazione utilizza discorsi pubblici, campagne mediatiche, sviluppo di video e formazione di attivisti nel tentativo di spostare il dibattito pubblico sulla carne soprattutto negli Stati Uniti e in Germania. La revisione ha giudicato promettenti le nuove strategie organizzative della CAAN in termini di potenziale per promuovere una rete sostenuta di difensori dei diritti degli animali, ma ha osservato che il gruppo relativamente nuovo non aveva precedenti e che gli effetti del suo approccio sono ancora difficili da valutare.

## Opere
- Strategic Action for Animals: A Handbook on Strategic Movement Building, Organizing, and Activism for Animal Liberation,  2008 ISBN 978-1590561362
- Why We Love Dogs, Eat Pigs, and Wear Cows: An Introduction to Carnism , 2009 ISBN 978-1573244619
- Beyond Beliefs: A Guide to Improving Relationships and Communication for Vegans, Vegetarians, and Meat Eaters, 2018 ISBN 978-1590565803
- Powerarchy: Understanding the Psychology of Oppression for Social Transformation, 2019 ISBN 978-1523086665
- Getting Relationships Right: How to Build Resilience and Thrive in Life, Love, and Work, 2020 ISBN 978-1523088508